# Lower Salem (Ohio)
Lower Salem es una villa ubicada en el condado de Washington en el estado estadounidense de Ohio. En el Censo de 2010 tenía una población de 86 habitantes y una densidad poblacional de 535,56 personas por km².

## Geografía
Lower Salem se encuentra ubicada en las coordenadas 39°33′50″N 81°23′38″O / 39.56389, -81.39389. Según la Oficina del Censo de los Estados Unidos, Lower Salem tiene una superficie total de 0.16 km², de la cual 0.15 km² corresponden a tierra firme y (4.84%) 0.01 km² es agua.

## Demografía
Según el censo de 2010, había 86 personas residiendo en Lower Salem. La densidad de población era de 535,56 hab./km². De los 86 habitantes, Lower Salem estaba compuesto por el 93.02% blancos, el 6.98% eran afroamericanos, el 0% eran amerindios, el 0% eran asiáticos, el 0% eran isleños del Pacífico, el 0% eran de otras razas y el 0% pertenecían a dos o más razas. Del total de la población el 1.16% eran hispanos o latinos de cualquier raza.